# Jost Wilhelm Hugo von Qvanten
Jost Wilhelm Hugo von Qvanten, född 15 juni 1867 i Mäntsälä, död 11 juli 1916 i Helsingfors, var en finländsk jurist, statsman och godsägare, titulerad vice häradshövding.
von Qvanten var son – föddes som första barnet – till Fredrik Wilhelm Hugo von Qvanten och Hulda Ottilia Åberg. Han avlade juristexamen vid Helsingfors universitet 1889, och erhöll vice häradshövding-titel 1893. von Qvanten deltog vid Finlands lantdagar åren 1897, 1904–1905 och 1905–1906. Vidare var von Qvanten ägare till egendomen Andersberg.
von Qvanten var far till två döttrar; Ellen och Harriet.